# Aryeh Ralbag

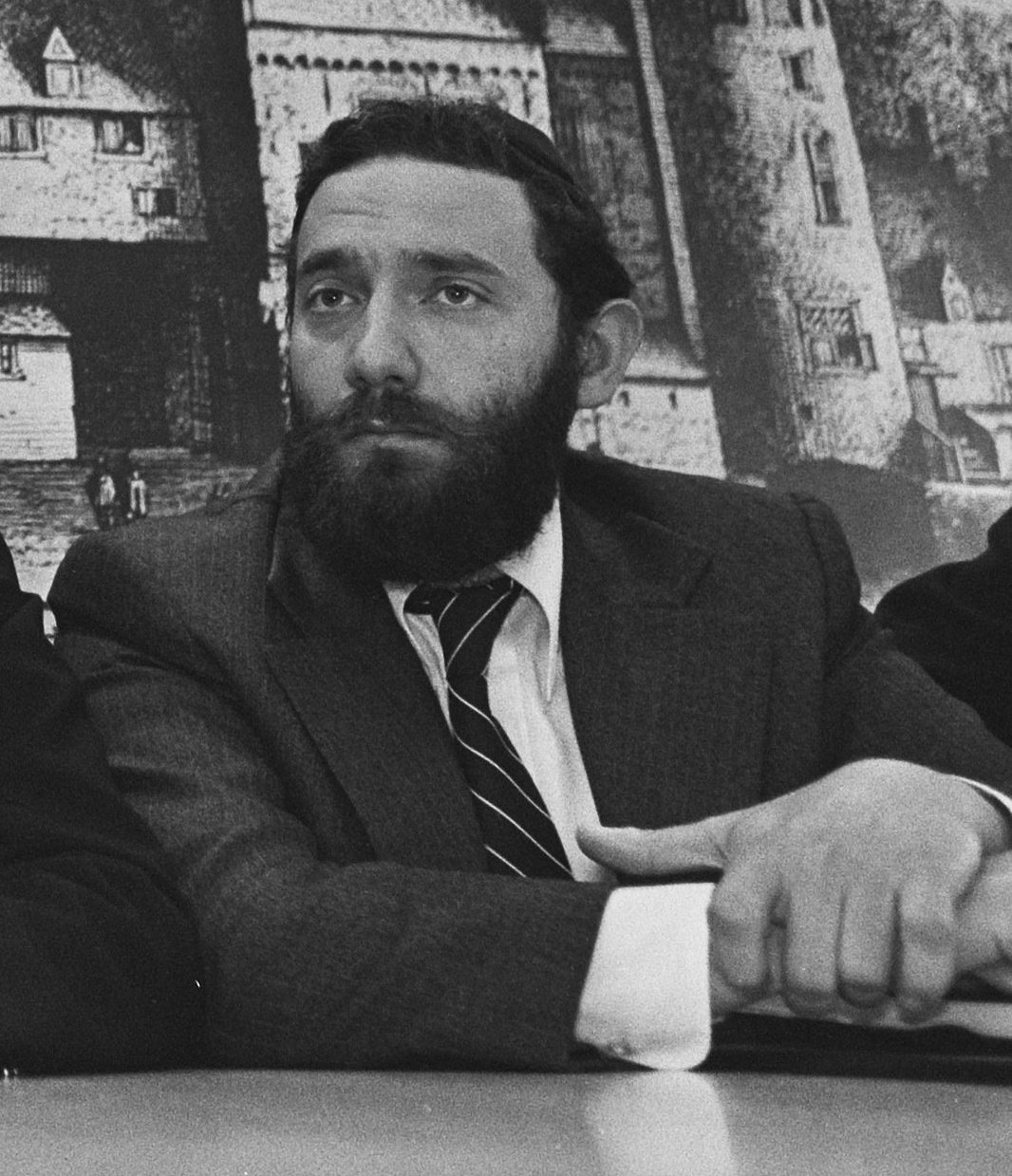
A.L. Ralbag (1982)

Aryeh Leib Ralbag (1946) is een Amerikaans-Nederlandse rabbijn.
Ralbag was opperrabijn van Amsterdam. De andere Nederlandse opperrabbijn is in 2020 Binyomin Jacobs. In januari 2012 werd Ralbag tijdelijk uit zijn functie ontheven wegens controversiële uitspraken over homoseksuelen. De schorsing werd na ruim twee weken opgeheven toen hij publiekelijk zijn excuses maakte. In april 2015 staakte Ralbag zijn werk als opperrabbijn, nadat hij opnieuw in opspraak was geraakt vanwege zijn banden met een joodse knokploeg in de Verenigde Staten. De knokploeg bedreigde echtgenoten om te scheiden, ontvoerde hen en martelde hen om ze in te laten stemmen met een echtscheiding. Bij een van deze acties was Ralbag aanwezig.
Ralbag werd opgevolgd door Eliezer Wolff.
Ralbag is gehuwd en is vader van een groot gezin. Hij is woonachtig in New York.